# 패트릭 라이언 (육상 선수)
패트릭 ("팻") 제임스 라이언(Patrick ("Pat") James Ryan, 1881년 1월 4일 ~ 1964년 2월 13일)은 아일랜드의 미국 해머던지기 선수로 1920년 안트베르펜 올림픽에서 가장 큰 우승 차이로 그 종목의 승리를 거두었다. 1913년 36년간 보유된 첫 세계 기록을 세웠고 40년간 미국 기록으로 남아있었다.

## 생애
아일랜드 리머릭주 올드 팰리스에서 태어난 라이언은 1902년 위대한 선수 톰 킬리를 꺾고 해머던지기의 첫 타이틀을 우승하였다. 1910년 미국으로 이민을 떠났다. 1911년 AAU 선수권에서 3위를 한 후, 1912년에 2위를 하면서 향상시키고 1913년에 타이틀을 우승하였다. 1918년 미국 군대와 함께 유럽에서 있었던 것을 제외하고 그는 1921년 은퇴할 때까지 매년 AAU 타이틀을 우승하였다.
뉴욕에 있는 동안에 라이언은 시초에 노동 직공장으로 일하다가 경찰국에 가입하였으며, 아일랜드계 미국인 육상 클럽과 뉴욕 육상 클럽의 회원이 되었다. 1912년 스톡홀름 올림픽을 위한 시민권을 설립하지 않아 참가 기회를 놓치고 말았다. 이듬해 별난 소방관 경기에서 189 피트, 6.5 인치(57.77m)의 IAAF의 첫 공식 세계 기록을 세웠다.
1920년 올림픽에 나가는 기회를 얻은 라이언은 스웨덴의 요한 린드를 거의 15 피트나 꺾고, 가장 넓은 차이로 남아있는 기록에 의하여 타이틀을 우승하였다. 그는 현재 중지된 종목인 56lb 던지기에서 은메달을 따기고 하였다.
1924년 아일랜드로 귀국하여 가족의 농장을 인계하였으며, 1964년 자신의 고향에서 사망할 때까지 거기에 남아있었다.